# Палац Стокле
Палац Стокле (фр. Palais Stoclet, нід. Stocletpaleis) — маєток банкіра Стокле в місті Брюссель початку XX ст. Віднесено до Світової спадщини ЮНЕСКО в Бельгії.

## Архітектор
Проект створив відомий архітектор з Австрії Йозеф Гофман (1870—1956), представник творчого угруповання Віденська сецесія. Будував не тільки в Австрії.

## Архітектура маєтку
Замовник був банкір Адольф Стокле, від прізвища якого й дістав назву. Архітектору випала щаслива можливість працювати над проектом без творчих обмежень в ідеях. Будівництво тривало у 1905—1911.
Архітектурну частину виконав сам Йозеф Гофман, а до створення інтер'єрів залучив співпрацівників по Віденській сецесії. Тут працювали ще й:
- Густав Клімт
- Коломан Мозер
- Мецнер.

Споруда досі вражає спрощеними, сильно геометризованими, мало привітними формами. Видовжений блок споруди прикрашено на фасадах тільки ясним ритмом вікон та еркером. Головний фасад був би зовсім нудний, якби не різновеликі об'єми прибудов та дві вежі — найбільшу вежу прикрашено скульптурами, повернутими на чотири боки світу. Але суворий геометризм наявний як у прямокутних постаментах, так і в розташуванні самих скульптур. Тільки зелені дерева та декоративна огорожа трохи збивають непривітний та відокремлений характер будівлі. Палац і досі приватна власність нащадків Адольфа Сколе і не є туристичним об'єктом.

### Галерея

Панно Клімта в їдальні
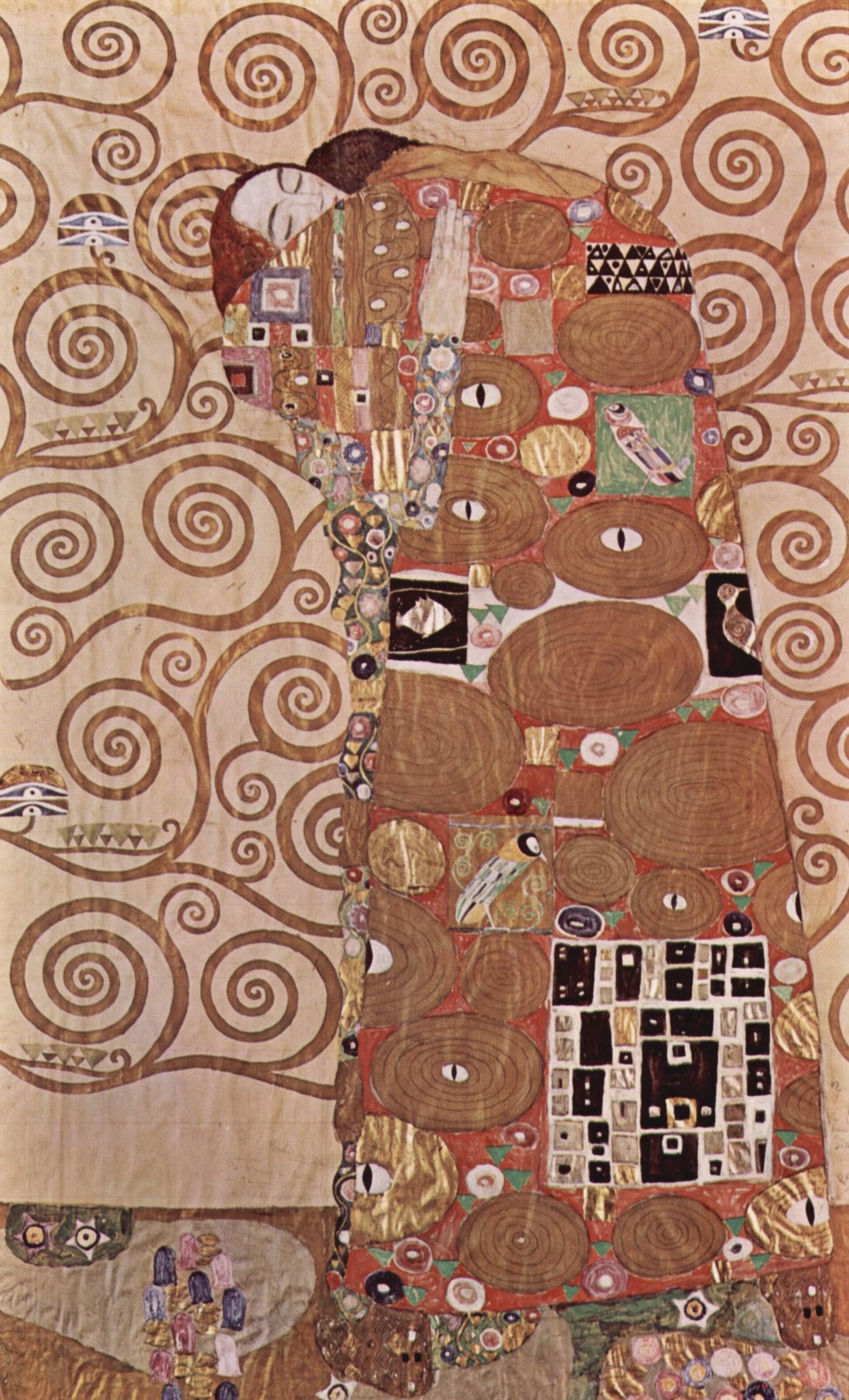
Густав Клімт, фрагмент панно
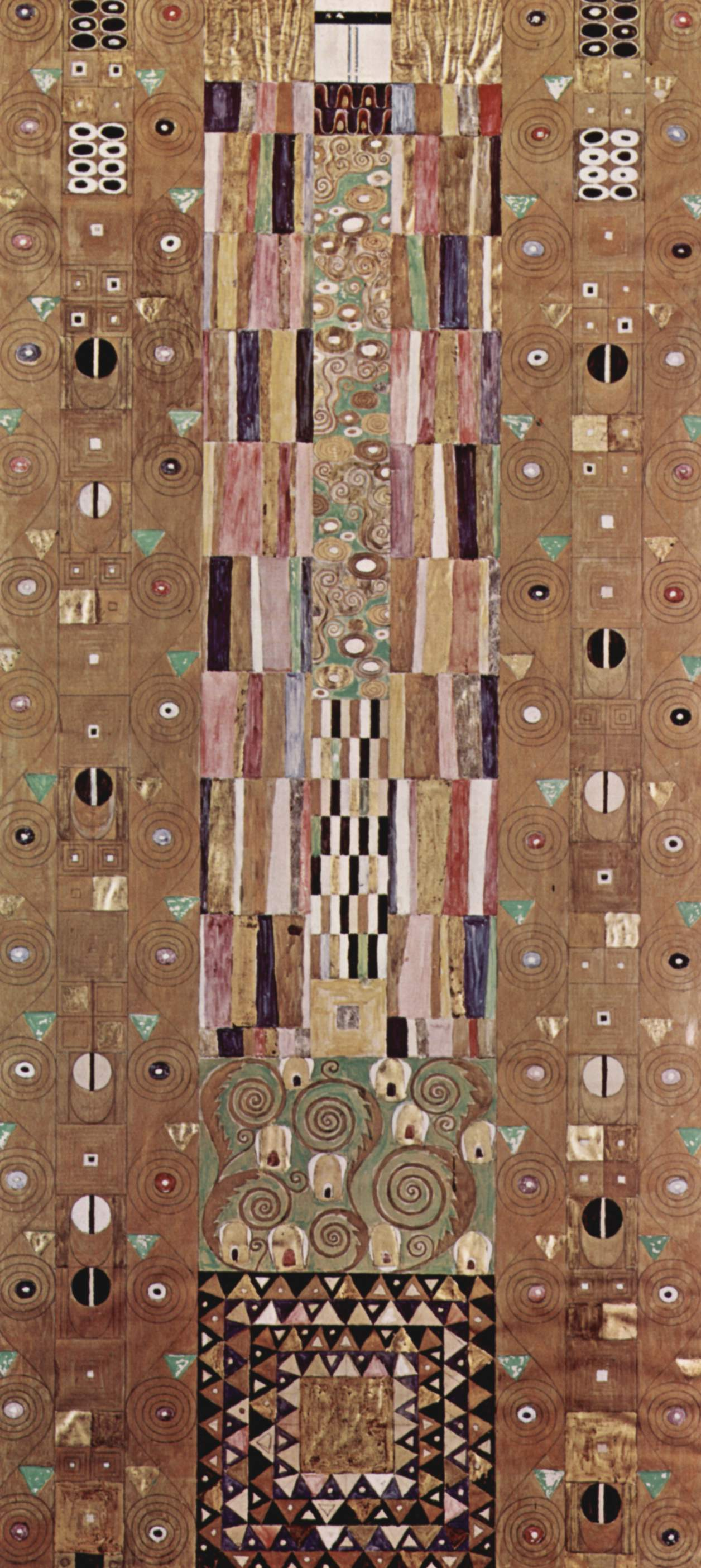
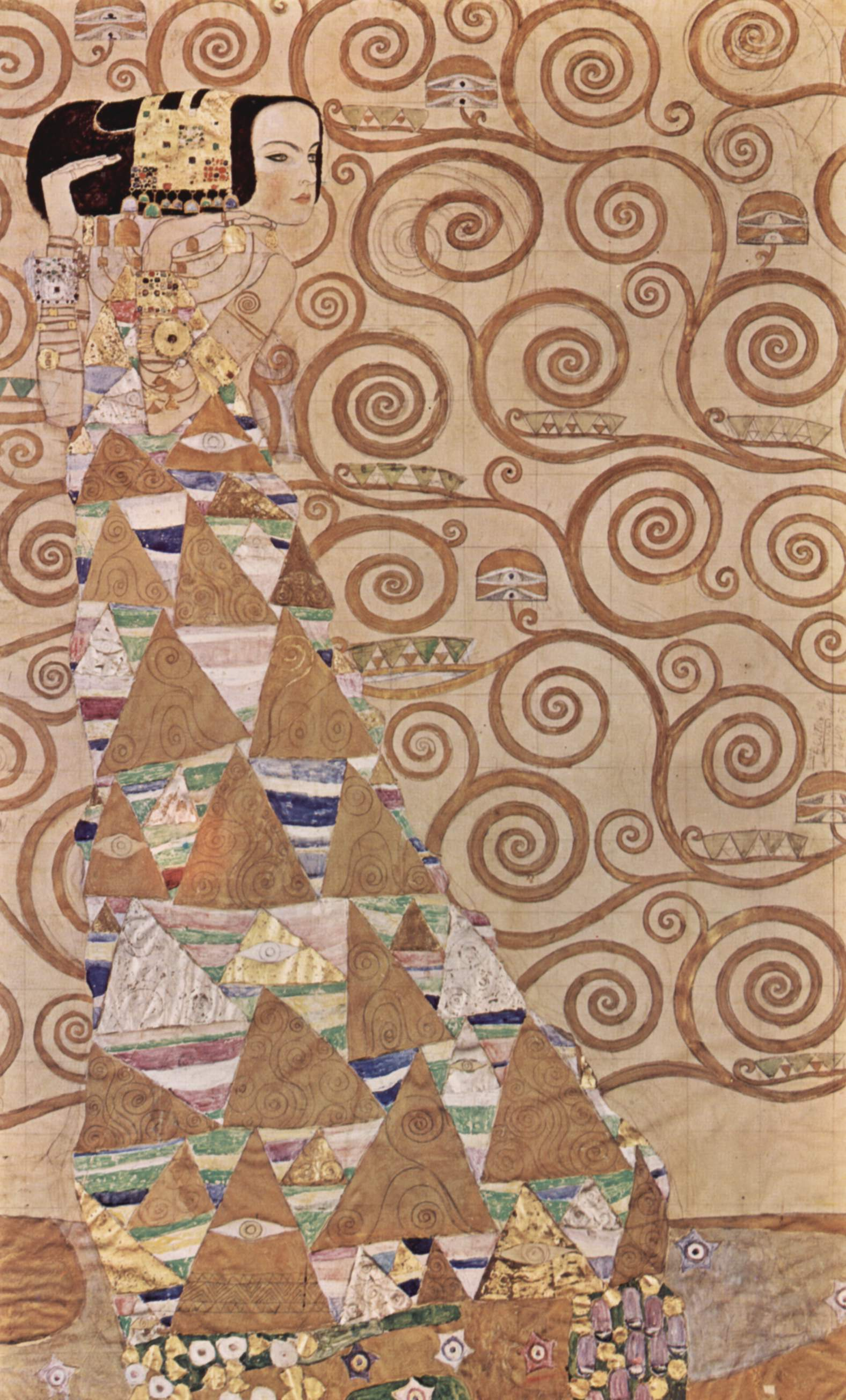
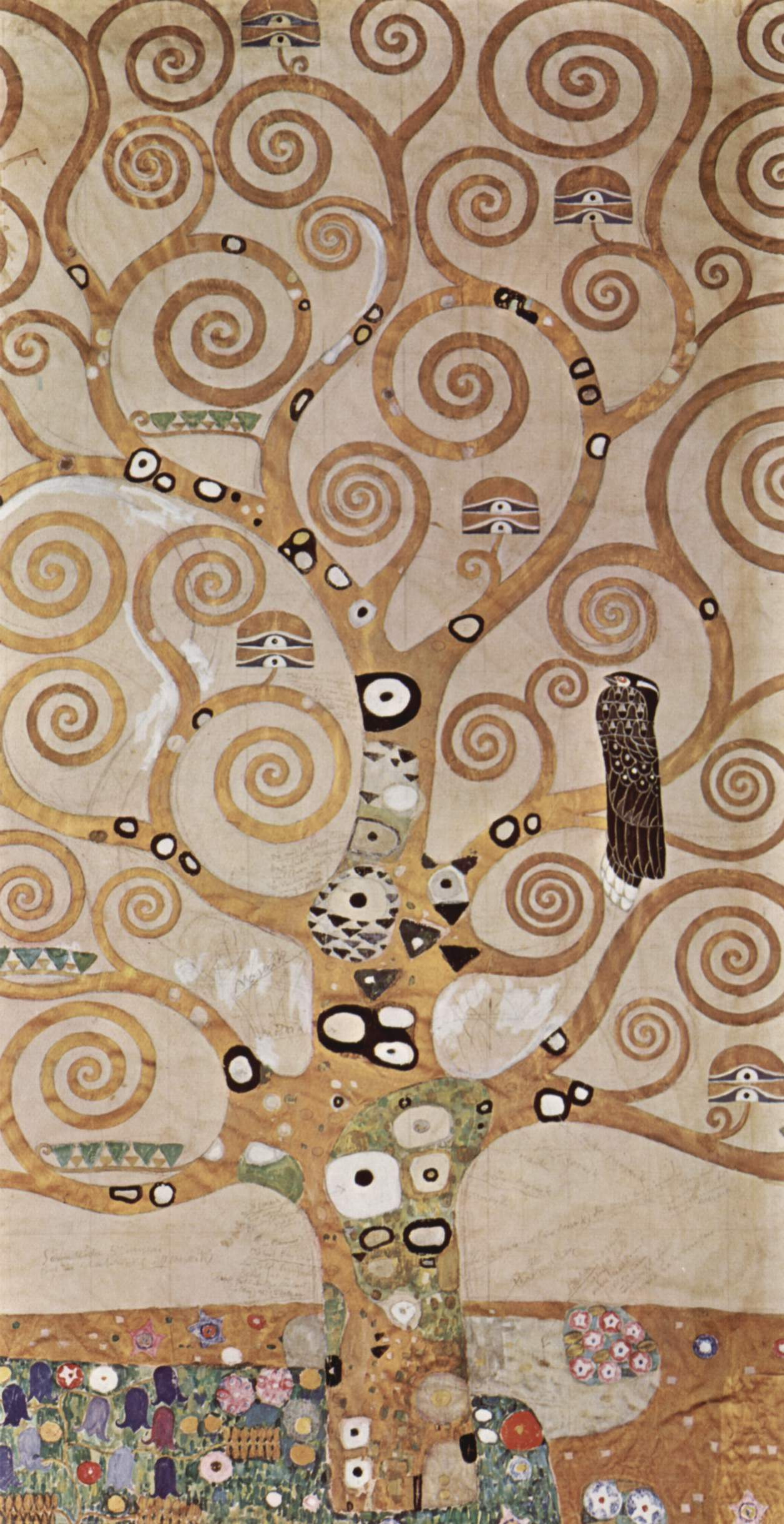
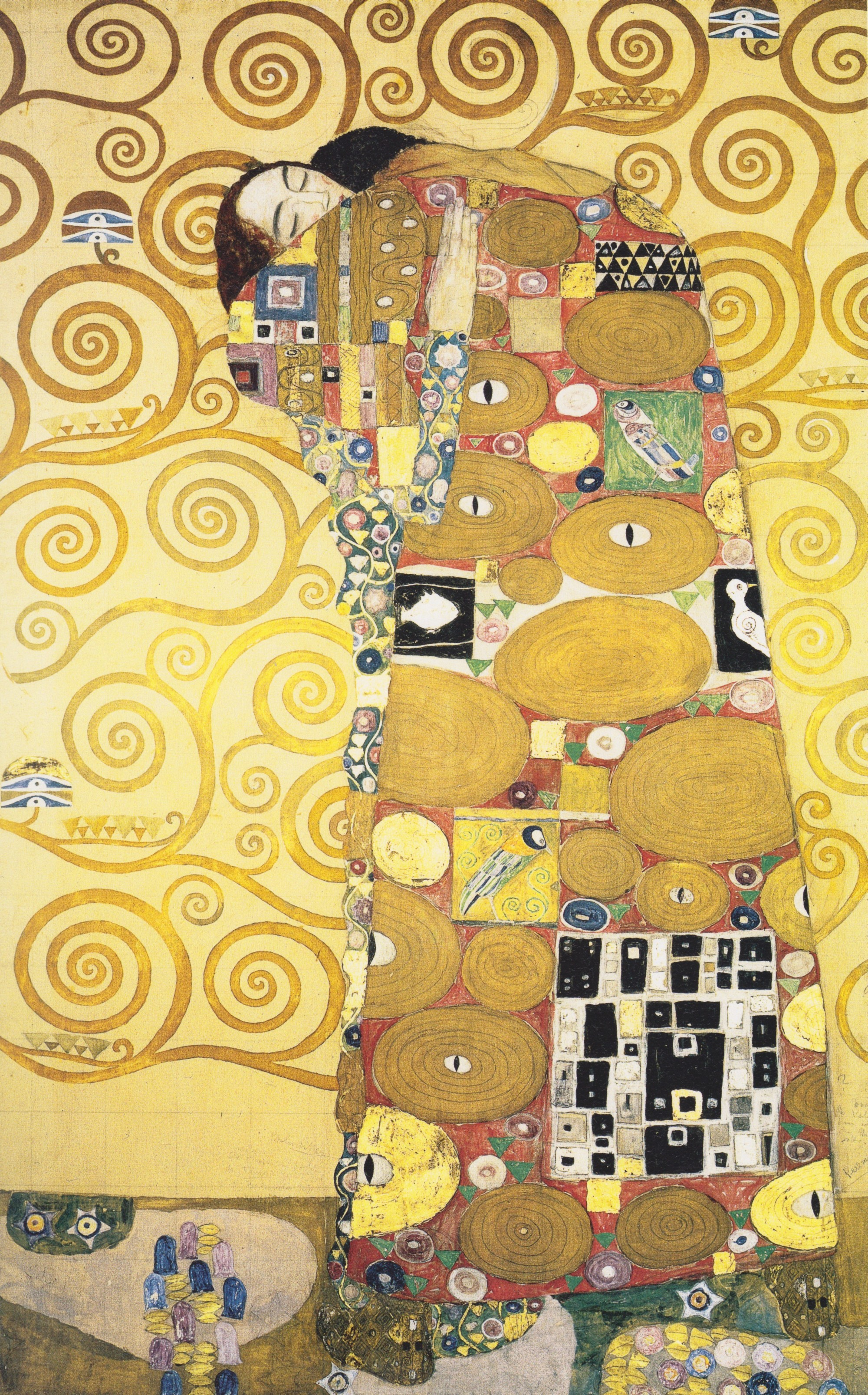